# Basílio da Gama
José Basílio da Gama (10 de abril de 1740 – 31 de julio de 1795) fue un poeta portugués y miembro de la Sociedad de Jesús, nacido en la colonia de Brasil, famoso por el poema épico O Uraguai. Escribió bajo el seudónimo de Termindo Sipílio. Es el titular de la cuarta silla de la Academia Brasileña de las Letras.

## Biografía
José Basílio da Gama nació en 1740, en la ciudad de São José do Rio das Mortes, llamada posteriormente Tiradentes. El fallecimiento de su padre cuando tan solo era un niño perjudicó duramente su vida. Durante este período, un brigadista llamado Alpoim se convirtió en su tutor y lo mandó a Río de Janeiro, donde estudió en el Colegio Jesuita, comenzado su noviciado para la Sociedad de Jesús. Con la expulsión de los jesuitas en 1759, Basílio se trasladó a Europa, donde viajaría a países como Italia y Portugal, entre 1760 y 1767. En Italia ingresó en la Arcadia Romana, donde adoptó su seudónimo de Termindo Sipílio.
Durante los primeros meses de 1767, vuelve a Río de Janeiro, para la botadura del barco "Serpente" (mencionado en el tercer canto de su poema épico O Uraguai). En 1768 vuelve a Portugal, con la esperanza de entrar en la Universidad de Coímbra pero es arrestado y exiliado a la Angola portuguesa, por la sospecha de ser jesuita. Sin embargo recibió el indulto de Sebastião José de Carvalho e Melo, primer marqués of Pombal por un epitafio que escribió a su hija.
Durante sus últimos años, Basílio vivió feliz, convirtiéndose en un miembro de la Academia de Ciencias de Lisboa. Murió el 31 de julio de 1795 en Portugal.

## Trabajos
- Epitalâmio às Núpcias da Sra. D. Maria Amália (1769)
- O Uraguai (1769)
- A Declamação Trágica (escrito en 1772 y publicado póstumamente en 1820)
- Os Campos Elísios (1766)
- Quitúbia (1791)